# Nelleke Allersma
Petronella Gerda (Nelleke) Allersma (Den Andel, 21 september 1940) is een Nederlandse beeldhouwer, kunstschilder, tekenaar en fotograaf.

## Leven en werk
Allersma volgde opleidingen aan de Academie Minerva (1957-1960) in Groningen, de Gerrit Rietveld Academie (1968-1969) in Amsterdam en de Salzburg Sommer Akademie. Allersma houdt zich bezig met beeldhouwen, tekenen, schilderen en fotograferen. In haar werk staat de mens centraal. Ze is docent tekenen en schilderen aan de Volksuniversiteit in Groningen. In 2002 ontving ze een ereprijs op de Spring Award-expositie in Ljubljana.
In 2005 daagde de Stichting Beeldrecht, die de belangen van Allersma behartigt, de gemeente Hardenberg voor de rechter. De gemeente zou inbreuk hebben gemaakt op de auteursrechten van Allersma door een foto van een deel van de beeldengroep Pieterpad in Gramsbergen te gebruiken in haar publicaties. De rechter oordeelde dat er van inbreuk geen sprake was, onder andere omdat verveelvoudiging van hetgeen blijvend aan de openbare weg zichtbaar is, is toegestaan.

## Enkele werken
- 1996 Pieterpad, Gramsbergen
- 1998 zonder titel, Buren
- 2002 Bijenbeeld, Appingedam
- 2004 Lammeren, Emmeloord